# شربرب (قلنسية)

تعديل مصدري - تعديل

شربرب هي إحدى قرى عزلة جزيرة صابور كمال فرعون بمديرية قلنسية وعبد الكوري التابعة لمحافظة أرخبيل سقطرى، بلغ تعداد سكانها 297 نسمة حسب تعداد اليمن لعام 2004.